# Rudka (powiat krasnostawski)
Rudka – wieś w Polsce położona w województwie lubelskim, w powiecie krasnostawskim, w gminie Siennica Różana.
Do 1925 roku istniała gmina Rudka.
W latach 1975–1998 miejscowość należała administracyjnie do województwa chełmskiego.
Wieś stanowi sołectwo gminy Siennica Różana. Według Narodowego Spisu Powszechnego (III 2011 r.) wieś liczyła 171 mieszkańców.
Wierni Kościoła rzymskokatolickiego należą do parafii św. Franciszka Ksawerego w Krasnymstawie.

## Historia
Według Słownika geograficznego Królestwa Polskiego z roku 1888. Rudka stanowiła osadę karczmarską i wieś włościańską w powiecie krasnostawskim, gminie Rudka, parafii łacińskiej w Krasnymstawie, obrzędu wschodniego w Krupe. Ówczesna gmina Rudka należała do sądu gminnego okręgu IV w Krasnymstawie, urząd gminy ma wówczas siedzibę we wsi Siennica Różana. Gmina liczyła 4427 mieszkańców (w tym: 2824 Polaków i 1603 Rusinów). W skład gminy wchodziły: Bzite, Brykowiec, Elżbiecin, Kassyan, Kozieniec, Kostusin, Krupe, Krupiec, Maciejów, Oleśnica, Ostrów, Rudka, Siennica Nadolna, Siennica Różana, Siennica Królewska, Toruń, Wierzchowina, Vincentów, Wola Siennicka, Zagroda, Złośnica, Żdżanne.